# Architettura omayyade
L'architettura omayyade si sviluppò nel califfato omayyade tra il 661 e il 750, principalmente nel cuore della Siria e della Palestina.
Ha attinto estesamente all'architettura di altre civiltà mediorientali e a quella dell'impero bizantino, ma ha introdotto innovazioni nella decorazione e nuovi tipi di edifici come le moschee con mihrab e minareti.

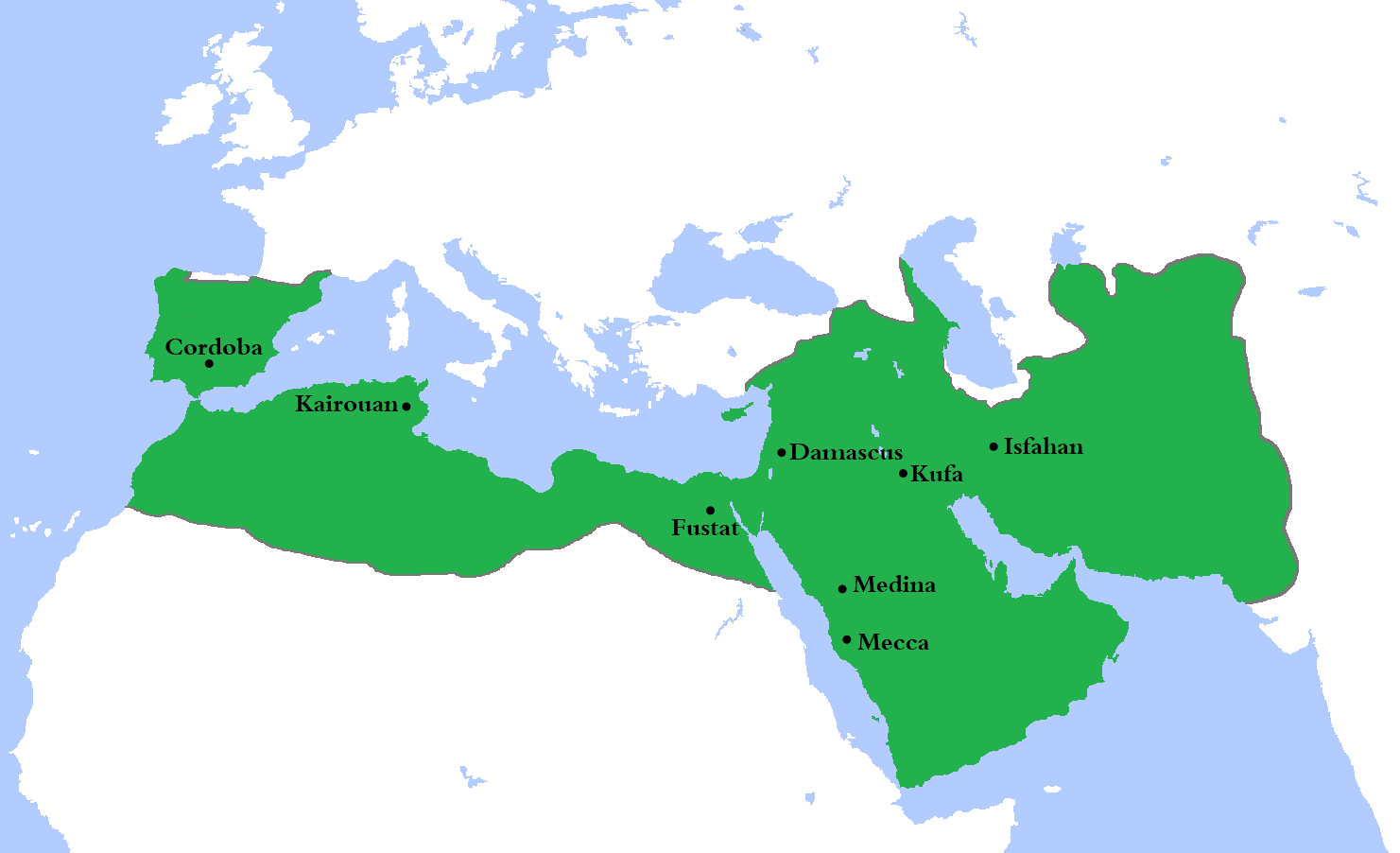
L'impero degli Omayyadi nella sua massima estensione

Il califfato omayyade sorse nel 661 dopo Ali, genero di Maometto, che morì a Kufa. Mu'awiya I, governatore della Siria, divenne il primo califfo omayyade.
Gli omayyadi decretarono Damasco come loro capitale.
Sotto gli Omayyadi l'impero arabo continuò ad espandersi, fino ad estendersi all'Asia centrale e ai confini dell'India ad est, lo Yemen a sud, la costa atlantica di quello che ora è il Marocco e la penisola iberica ad ovest.
Gli Omayyadi costruirono nuove città, campi militari spesso non fortificati che fornirono basi per ulteriori conquiste.
Wasit, Iraq era il più importante di questi e includeva una moschea quadrata del venerdì con un tetto ipostilo.
L'impero era laico e tollerante nei costumi esistenti e nelle terre conquistate, creando risentimento tra coloro che cercavano uno stato più teocratico. Nel 747 iniziò una rivoluzione nello Khorasan, nell'est.
Nel 750 gli Omayyadi furono rovesciati dagli Abbasidi, che trasferirono la capitale in Mesopotamia. Un ramo della dinastia degli Omayyadi continuò a governare in Iberia fino al 1051.

## Stile architettonico

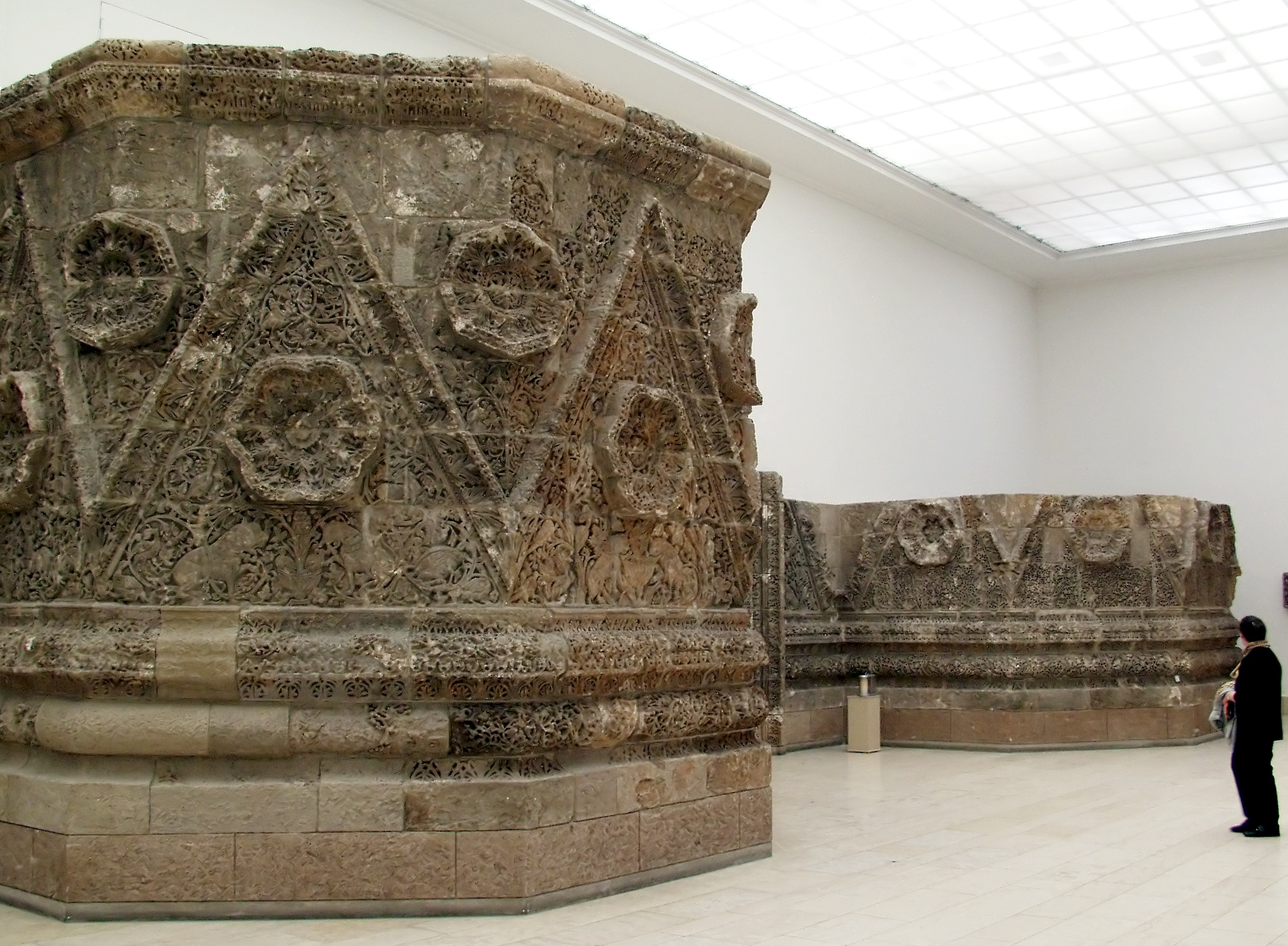
Parte della facciata del Qasr Mshatta in Giordania, ora conservata nel Museo Pergamon di Berlino

Quasi tutti i monumenti del periodo omayyade sopravvissuti sono in Siria e in Palestina. Il santuario della Cupola della Roccia a Gerusalemme è il più antico edificio islamico superstite.
Gli Omayyadi adottarono le tecniche di costruzione degli imperi bizantino e sassanide.
Spesso riutilizzavano gli edifici esistenti. C'era una certa innovazione nella decorazione e nei tipi di costruzione.
La maggior parte degli edifici in Siria erano in muratura di bugnato di alta qualità, utilizzando grandi blocchi strettamente uniti, a volte con intagli sulla facciata. Le volte a botte di pietra venivano usate solo per coprire piccole campate. I tetti di legno erano usati per campate più grandi, con il legno della Siria portato dalle foreste del Libano. Questi tetti di solito avevano bassi fondali e poggiavano su capriate di legno. Le cupole di legno furono costruite per la Moschea di Al-Aqsa e la Cupola della Roccia, entrambe a Gerusalemme.
Mattoni al forno e mattoni di fango furono usati in Mesopotamia, a causa della mancanza di pietra. Dove il mattone era usato in Siria, il lavoro era nello stile mesopotamico più fine piuttosto che nel più grezzo stile bizantino.
Gli Omayyadi usavano lavoratori e architetti locali. Alcuni dei loro edifici non possono essere distinti da quelli del precedente regime. Tuttavia, in molti casi gli elementi orientali e occidentali sono stati combinati per dare un nuovo stile islamico distintivo. Ad esempio, le pareti del Qasr Mshatta sono costruite in pietra da taglio in stile siriano, le volte sono in stile Mesopotamico e gli elementi copti e bizantini compaiono nella scultura decorativa.
L'arco a ferro di cavallo appare per la prima volta nell'architettura omayyade, per poi evolversi nella sua forma più avanzata a al-Andalus.
L'architettura omayyade si distingue per l'estensione e la varietà delle decorazioni, tra cui mosaici, pitture murali, sculture e rilievi scolpiti con motivi islamici.

## Palazzi nel deserto

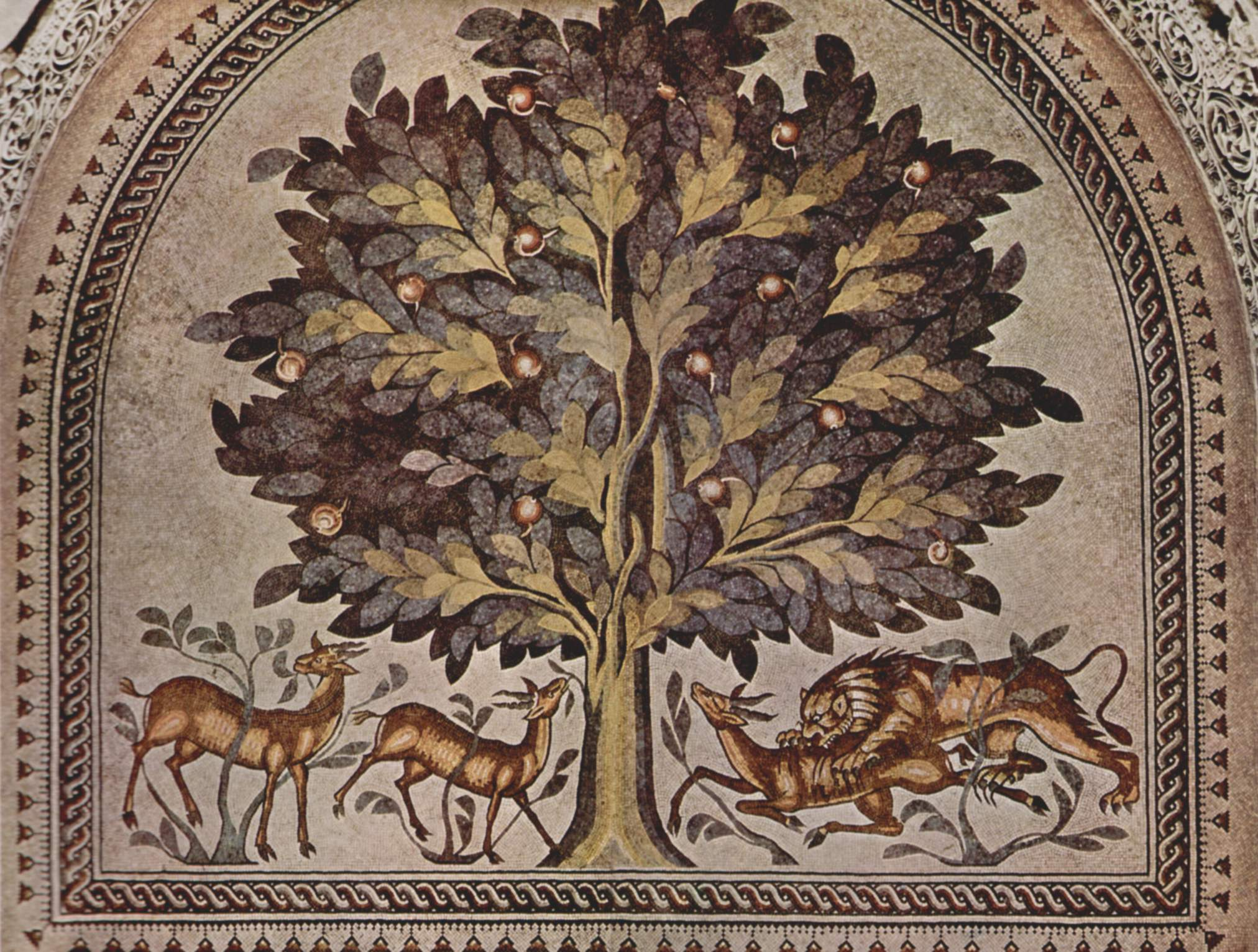
Mosaico nella sala delle udienze del bagno di Palazzo di Hisham, in Palestina

Gli Omayyadi sono noti per i loro palazzi del deserto, alcuni nuovi e alcuni adattati dai forti precedenti. Il più grande è Qasr al-Hayr al-Sharqi. I palazzi sono stati simbolicamente difesi da mura, torri e porte. In alcuni casi le pareti esterne portavano fregi decorativi.
I palazzi potevano avere un bagno, una moschea e un castello principale. L'ingresso al castello era solitamente elaborato. Torri lungo le mura spesso ospitavano appartamenti con tre o cinque stanze.
Queste stanze erano semplici, a indicare che erano poco più che posti per dormire.
I palazzi avevano spesso un secondo piano con sale riunioni formali e appartamenti ufficiali.
L'aspetto da fortezza era fuorviante. Quindi Qasr Kharana sembra avere delle balestriere, ma queste erano puramente decorative.
Il piano simile a una fortezza derivava dai forti romani costruiti in Siria, e la costruzione per lo più seguiva i precedenti metodi siriani con alcuni elementi bizantini e mesopotamici. I bagni derivano da modelli romani, ma avevano stanze riscaldate più piccole e stanze ornate più grandi che presumibilmente sarebbero state usate per l'intrattenimento.
I palazzi avevano mosaici pavimentali e affreschi o dipinti alle pareti, con disegni che mostravano influenze sia orientali che occidentali. Un affresco nella vasca di Qasr Amra raffigura sei re. Iscrizioni sotto in arabo e greco identificano i primi quattro come governanti di Bisanzio, Spagna (in quel tempo visigota), Persia e Abissinia.
Sculture in stucco sono state talvolta incorporate negli edifici del palazzo.
Qasr al-Hayr al-Sharqi è a circa 100 chilometri a nord-est di Palmira sulla strada principale da Aleppo all'Iraq. Un grande recinto murato di 7 per 4 chilometri era presumibilmente usato per contenere animali domestici.
Una madina murata, o città, conteneva una moschea, un frantoio e sei grandi case. Nelle vicinanze c'era un bagno e alcune case più semplici. Secondo un'iscrizione datata al 728, il califfo aveva fornito finanziamenti significativi per il suo sviluppo. 
L'insediamento ha uno stile mediterraneo tardoantico, ma è stato presto modificato. Originariamente la madina aveva quattro porte, una per ogni parete, ma tre furono presto murate. Il progetto di base era formale, ma gli edifici spesso non riuscivano a rispettare il piano.
La maggior parte dei palazzi del deserto furono abbandonati dopo che gli Omayyadi persero il potere e rimasero come rovine.

## Moschee
Le moschee erano spesso improvvisate. In Iraq, si sono evoluti da recinti di preghiera quadrati.
Le rovine di due grandi moschee degli Omayyadi sono state rinvenute a Samarra, in Iraq. Uno è 73 per 48 m e l'altro 213 per 135 metri. Entrambi avevano uno stile ipostilo, con tetti sostenuti da colonne dal profilo elaborato.
In Siria, gli Omayyadi hanno conservato il concetto generale di una corte circondata da portici, con un santuario più profondo, che venne sviluppato a Medina. Piuttosto che fare del santuario una sala ipostila, come è stato fatto in Iraq, la divisero in tre navate. Ciò potrebbe derivare dall'architettura delle chiese, sebbene tutti i corridoi avessero la stessa larghezza.
In Siria, le chiese sono state convertite in moschee bloccando la porta ovest e facendo entrate nel muro nord. La direzione della preghiera era a sud verso la Mecca, quindi l'asse lungo dell'edificio era perpendicolare alla direzione della preghiera.
Gli Omayyadi introdussero un transetto che divideva la sala di preghiera lungo il suo asse più corto.
Hanno anche aggiunto il mihrab allo stile della moschea.
La moschea di Medina costruita da al-Walid I aveva il primo mihrab, una nicchia sul muro della qibla, che sembra aver rappresentato il luogo in cui si ergeva il Profeta quando guidava la preghiera. Ciò divenne quasi immediatamente una caratteristica di tutte le moschee.
Il minbar cominciò anche ad apparire nelle moschee nelle città o nei centri amministrativi, una struttura simile a un trono con connotazioni regali piuttosto che religiose.
La grande moschea di Damasco fu costruita dal califfo al-Walid I intorno al 706-715.
La moschea di Al-Aqsa a Gerusalemme potrebbe essere stata la base del progetto.
La disposizione rimane in gran parte immutata e una parte della decorazione è stata conservata. La Grande Moschea fu costruita all'interno dell'area di un temenos romano del I secolo.
Le mura esterne del precedente edificio, un tempo tempio di Giove e successivamente chiesa, furono mantenute, sebbene gli ingressi meridionali furono murati e creati nuovi ingressi nel muro nord. L'interno è stato completamente ricostruito.
La moschea di Damasco è rettangolare, 157,5 x 100 metri, con un'area coperta di 136 x 37 metri e un cortile di 122,5 x 50 metri circondato da un portico.
La sala della preghiera ha tre navate parallele al muro della qibla, un accordo comune nelle moschee omayyade in Siria.
Il minareto sopra l'angolo sudoccidentale è una delle torri degli angoli romani originali ed è il minareto più antico dell'Islam.
La corte mantiene un piccolo edificio ottagonale su colonne. Questo era il tesoro dei musulmani, forse solo simbolico, che era tradizionalmente custodito nella principale moschea di una città.
Le pareti della moschea sono state decorate con mosaici, alcuni dei quali sono sopravvissuti, tra cui uno che raffigura le case, i palazzi e la valle del fiume di Damasco.
Le inferriate delle finestre di marmo nella grande moschea, che diffondono la luce, sono lavorate secondo modelli a cerchi e quadrati ad incastro, precursori dello stile arabesco che diventererà caratteristico della decorazione islamica.
La Grande Moschea di Damasco servì da modello per le successive moschee.
Modelli simili, ridimensionati, sono stati trovati in una moschea scavata a Tiberiade, sul Mare di Galillea, e in una moschea nel palazzo di Khirbat al-Minya.
Il piano della Moschea Bianca di Ramla si differisce nella forma e la sala di preghiera è divisa in due soli corridoi. Ciò può essere spiegato con la costruzione di cisterne sotterranee nel periodo abbaside, causando il restringimento della struttura originale.
La moschea di Sidi Okba (sayyidi Okba ibn nafi) di Biskra (Algeria) appartiene a un grande complesso costruito attorno alla tomba del governatore dell'Ifriqiya 'Uqba ibn Nafi' († 683). Questa moschea è una delle più antiche del Nord Africa, illustra lo stile di Medina. Divenne col tempo un centro culturale di radiazione del culto che formò brillanti studiosi del mondo musulmano. Il suo piano è stato ispirato dalla prima moschea costruita a Medina. Le sette navate parallele al muro della qibla comprendono sette baie. Questa disposizione trasversale, l'attuazione del periodo omayyade, non è solo la più antica, ma anche la più adatta alla preghiera musulmana. Gli archi a ferro di cavallo semicircolari mantenuti da cravatte di legno cadono su colonne fatte di tronchi di palma. È l'unico esempio di sistema di supporto algerino, che proviene certamente da Medina, ma è anche comune in Asia centrale.

## Esempi degni di nota

### Jordan
- Castelli del deserto
- Qasr Amra
- Qasr al Hallabat
- Qasr al-Muwaqqar
- Qasr al-Qastal
- Qasr Hammam As Sarah
- Qasr of Jabal al-Qal'a, Amman
- Qasr Kharana
- Qasr Mshatta
- Qasr Tuba

### Syria
- Al-Omari Mosque, Bosra
- Ar-Rahman Mosque
- Grande moschea di Aleppo
- Great Mosque of Hama
- Mabrak an-Naqah Mosque, Bosra
- Qasr al-Hayr al-Gharbi
- Qasr al-Hayr al-Sharqi
- Umayyad Mosque, Damascus

### Palestine
- moschea al-Aqsa
- Al-Sinnabra
- Cupola della roccia, Jerusalem
- Dome of the Chain, Jerusalem
- Khirbat al-Mafjar
- Khirbat al-Minya
- White Mosque (Ramla)

### Algeria
- Sidi Okba Mosque (Biskra)

### Egypt
- Moschea Amr ibn al-As

### Lebanon
- City of Anjar, Lebanon

### Saudi Arabia
- Al-Masjid an-Nabawi

### Tunisia
- Great Mosque of Kairouan or Mosque of Uqba

### Turkey
- Masjid al-Hisn

## Galleria d'immagini

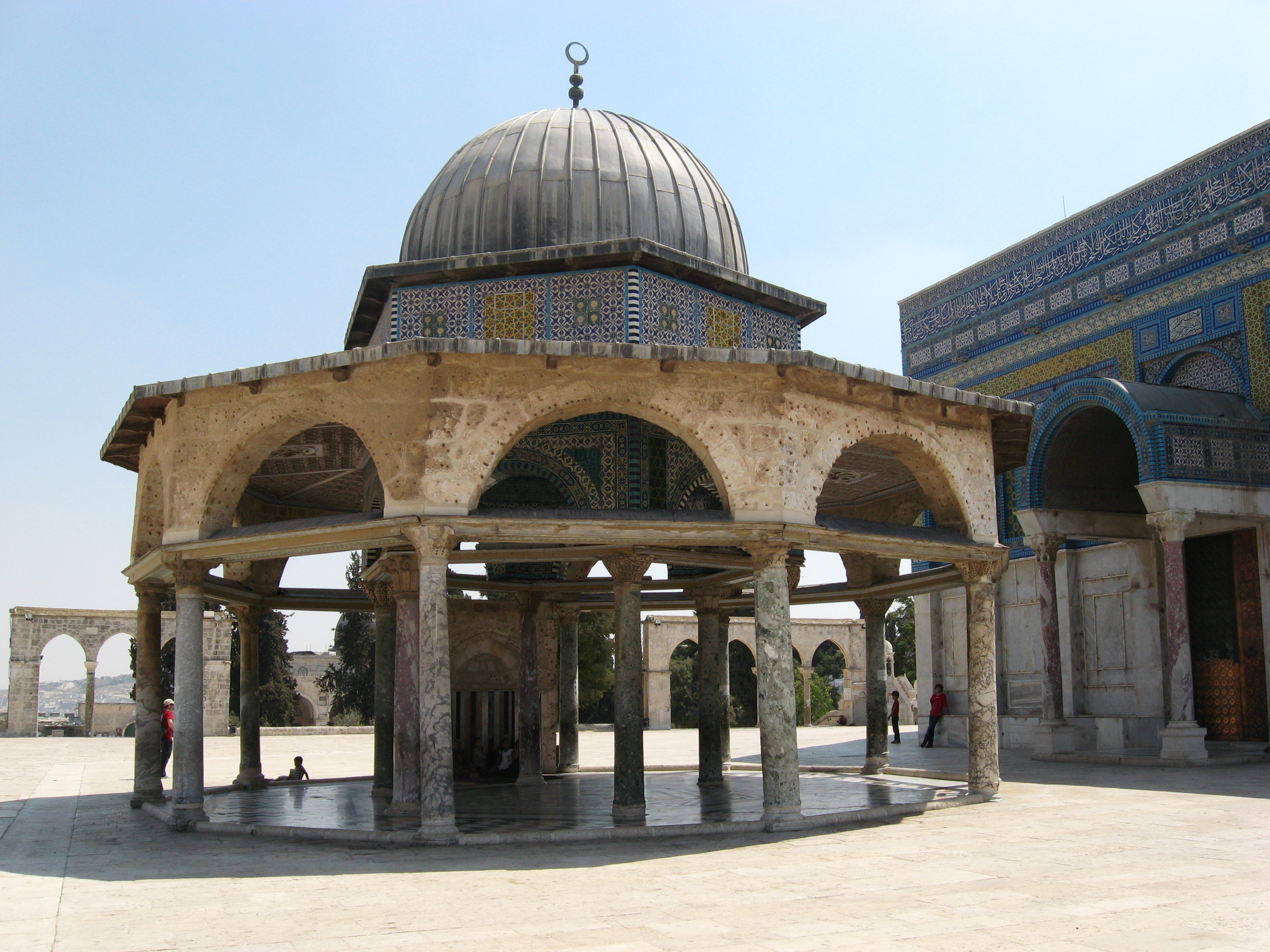
The Dome of the Chain (Qubbet as-Silsilla) on the Temple Mount in Jerusalem, much renovated version of structure first built in 691
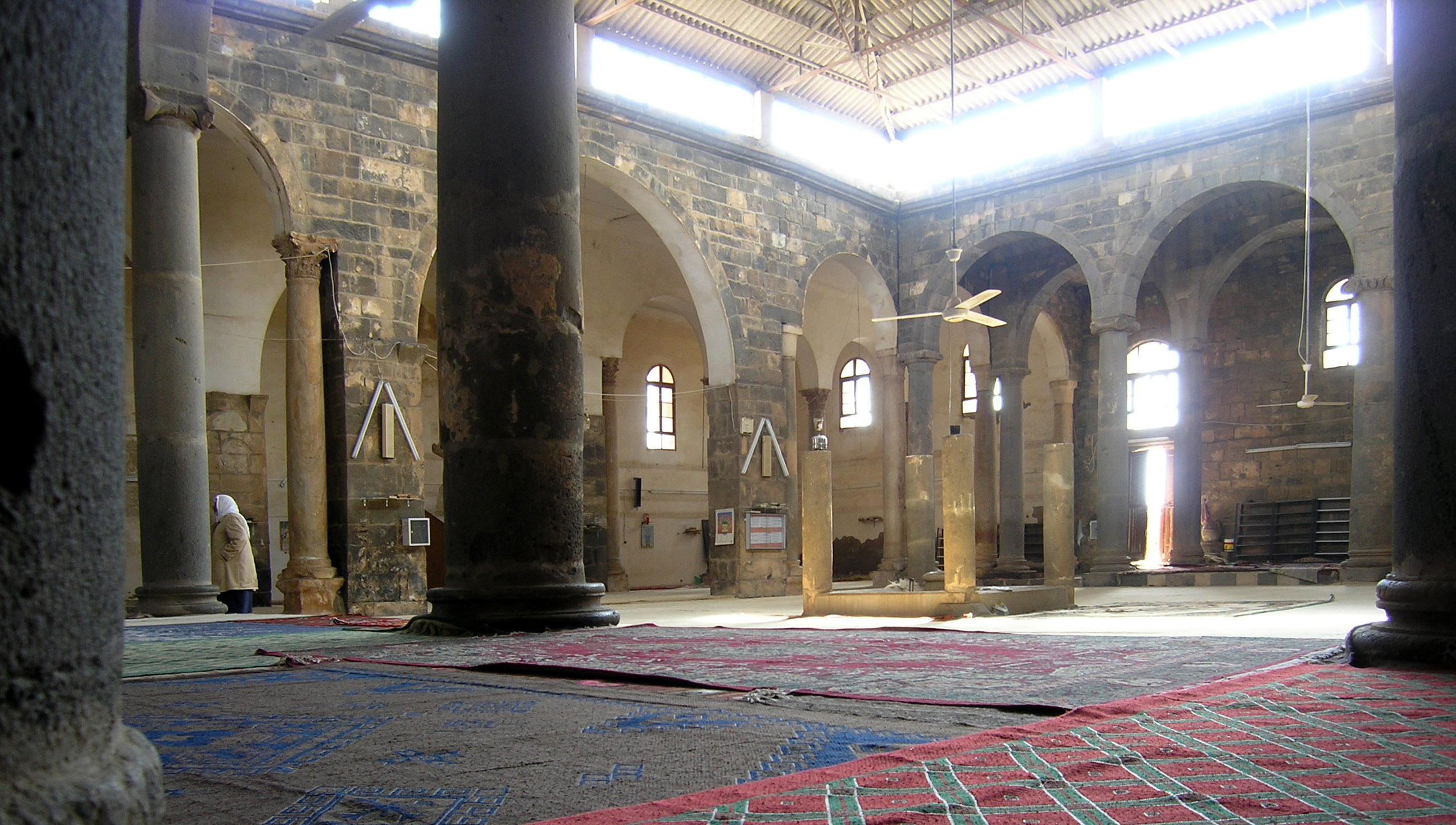
Al-Omari Mosque after much of renovations.
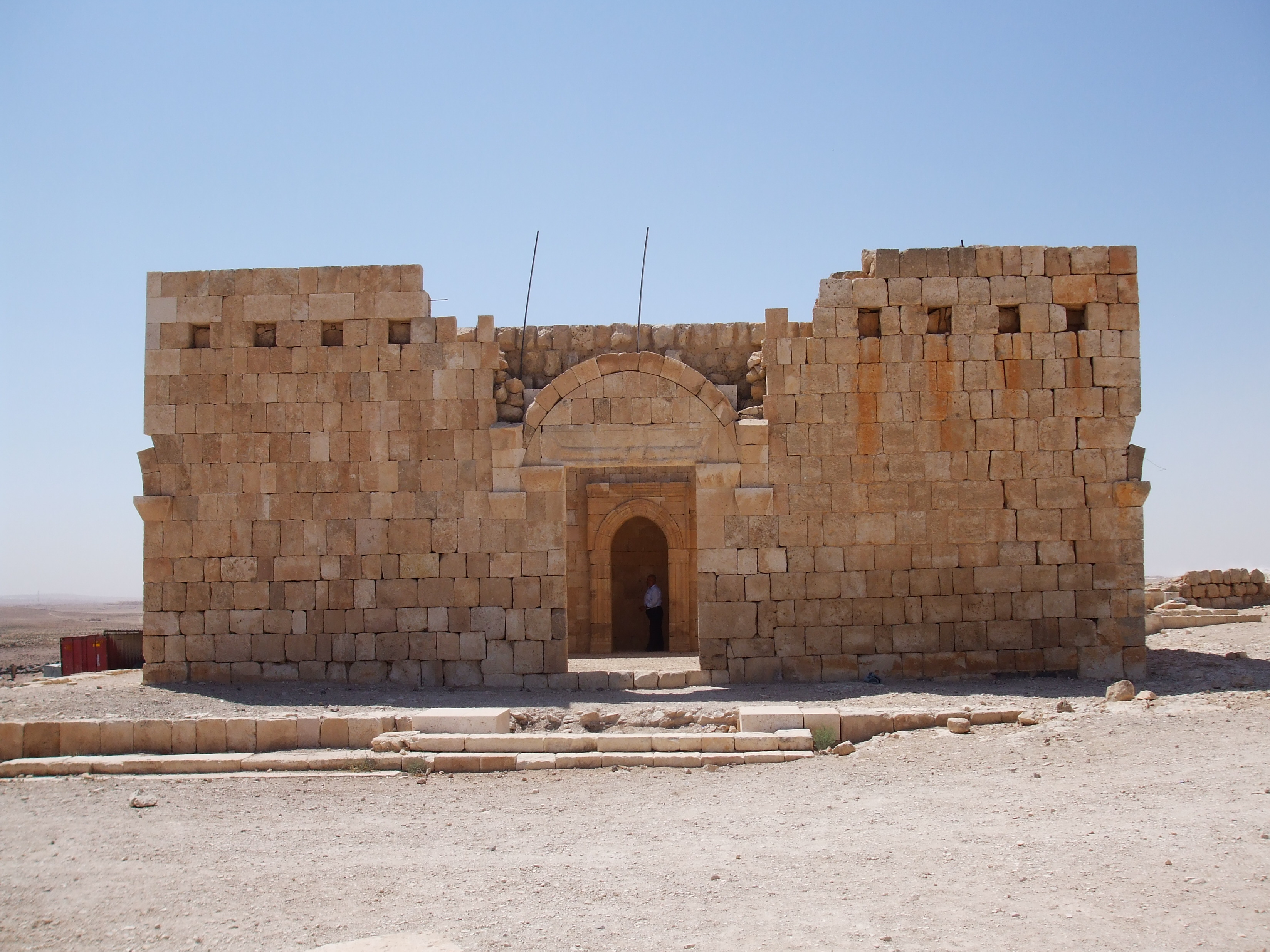
Mosque at Qasr al Hallabat
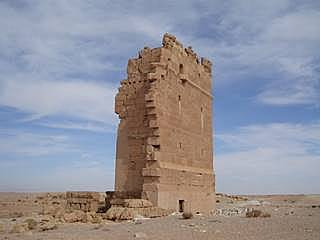
Qasr al-Hayr al-Gharbi, a castle built by caliph Hisham ibn Abd al-Malik in 727, following Byzantine style.
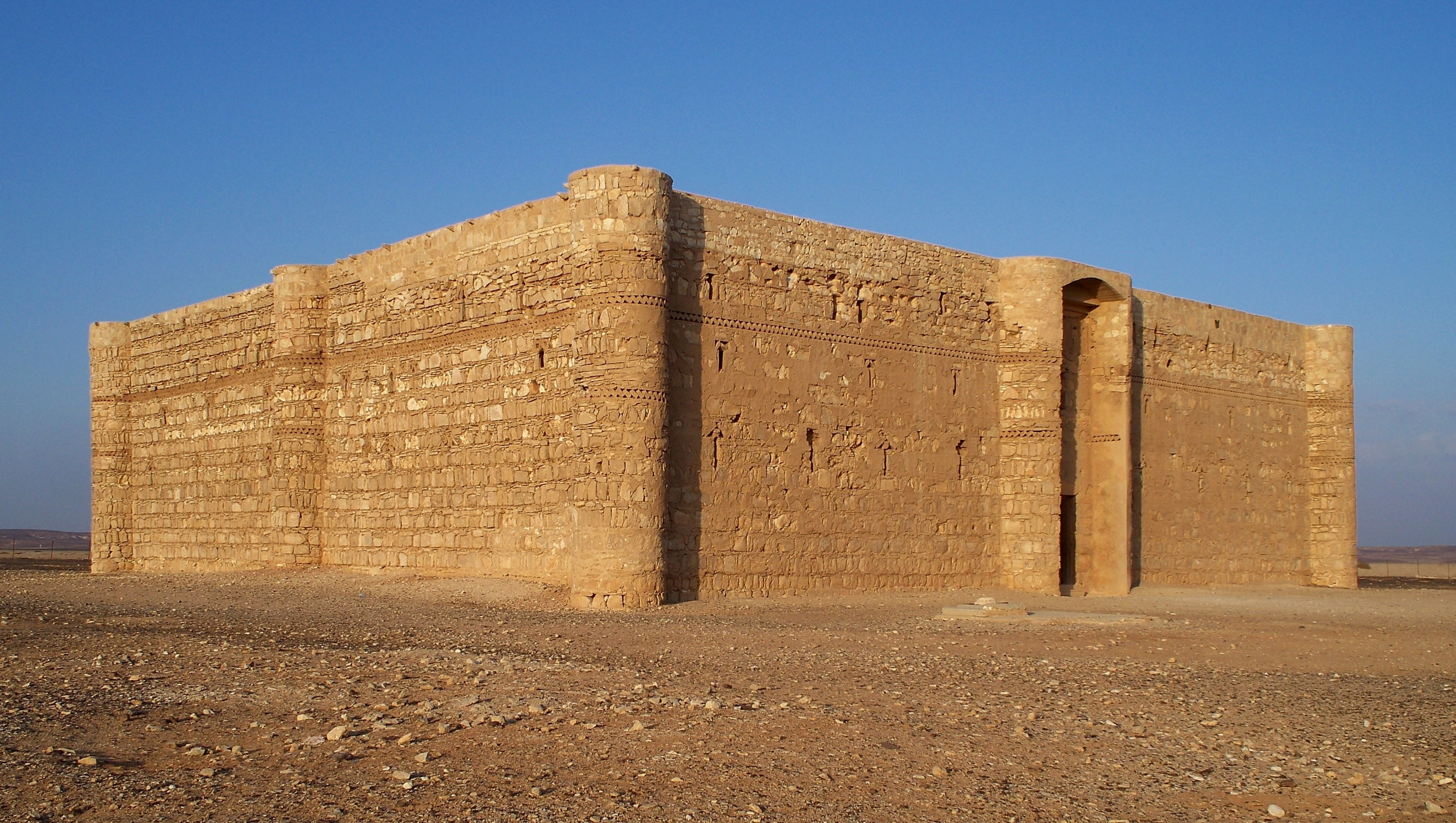
Qasr Kharana in Jordan
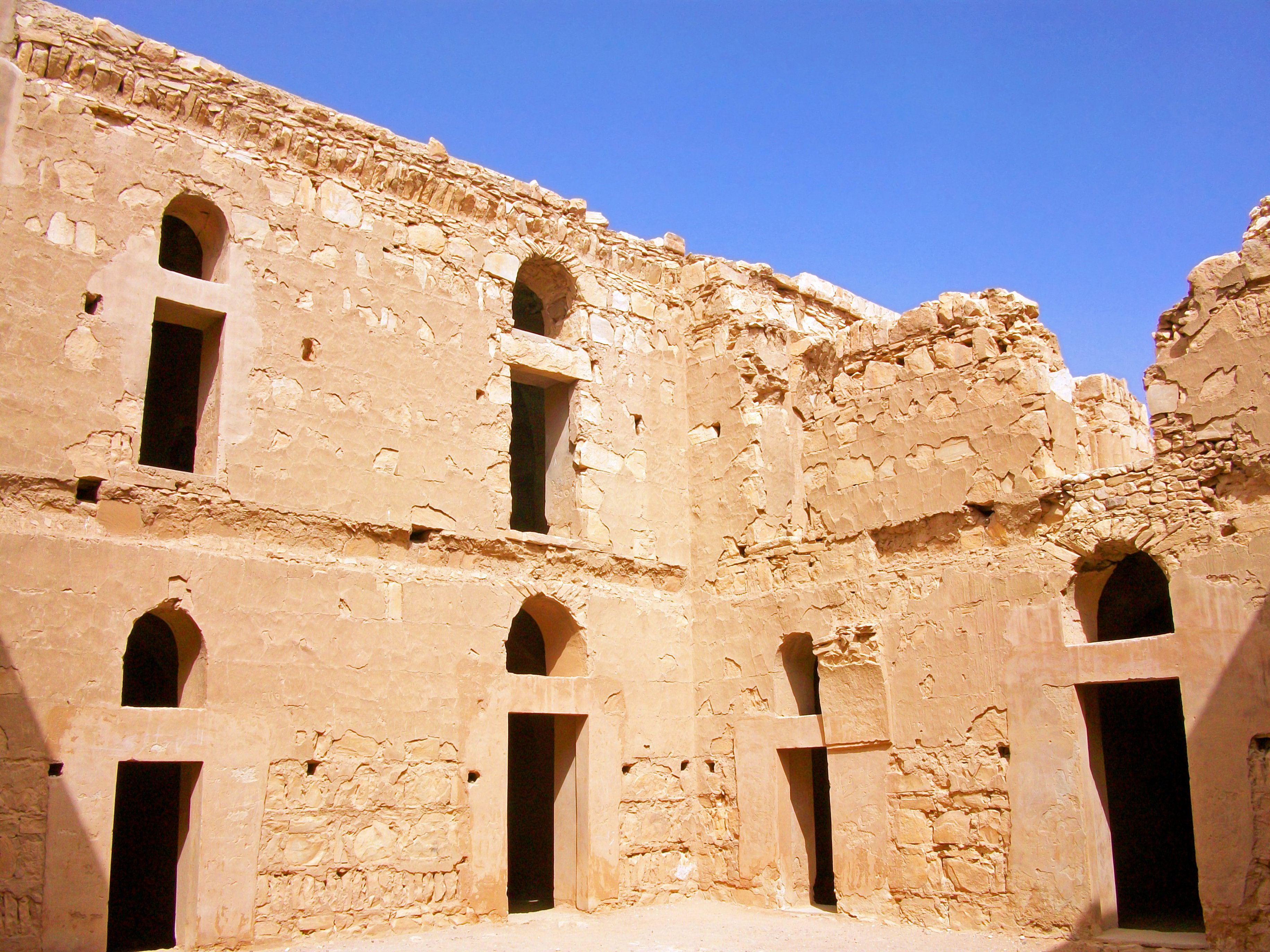
Courtyard of the Qasr Kharana
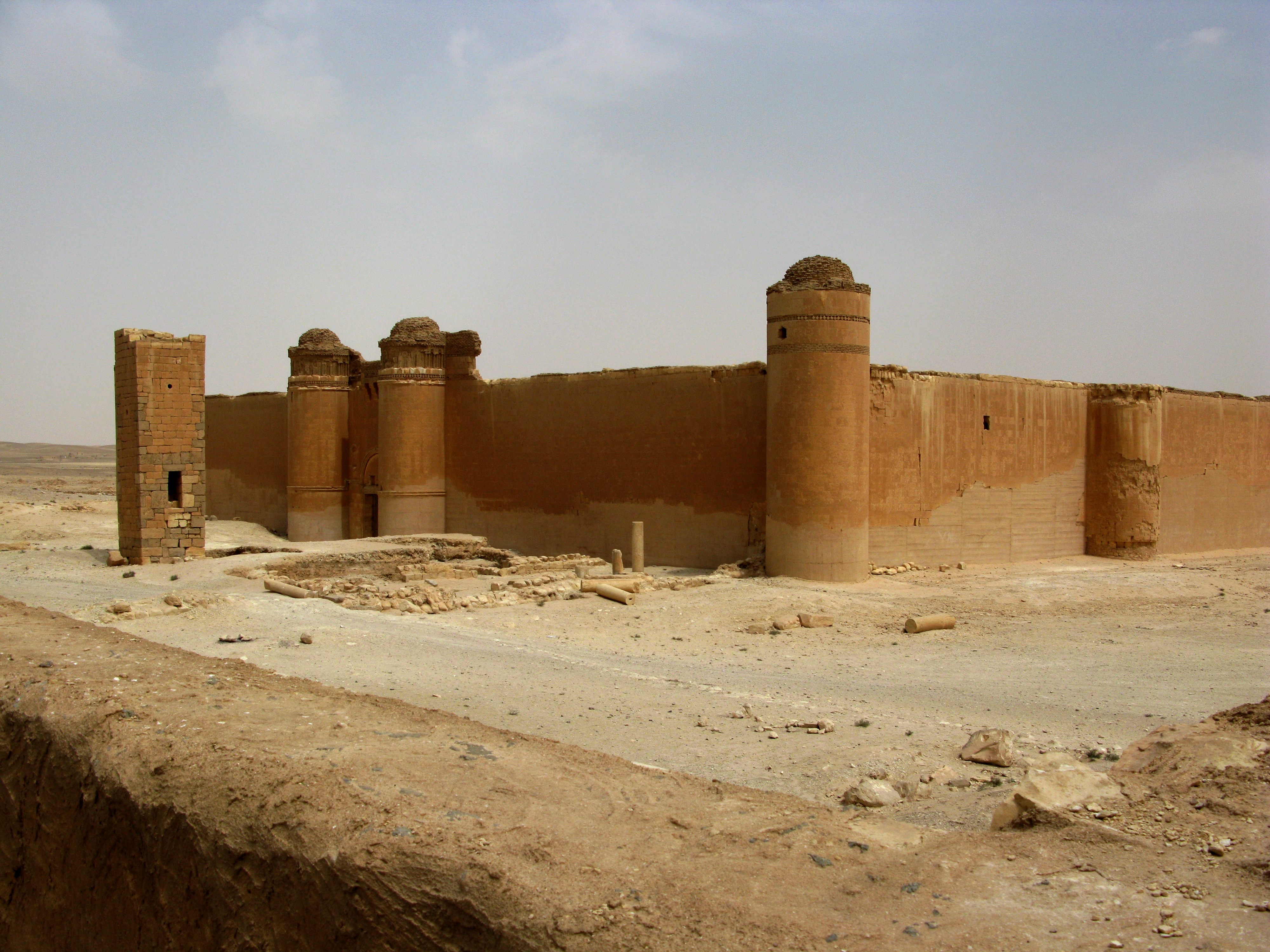
Qasr al-Hayr al-Sharqi in the Syrian desert
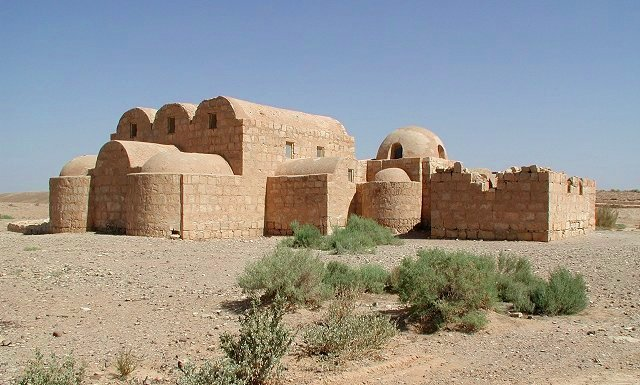
Qasr Amra in Jordan, from the south
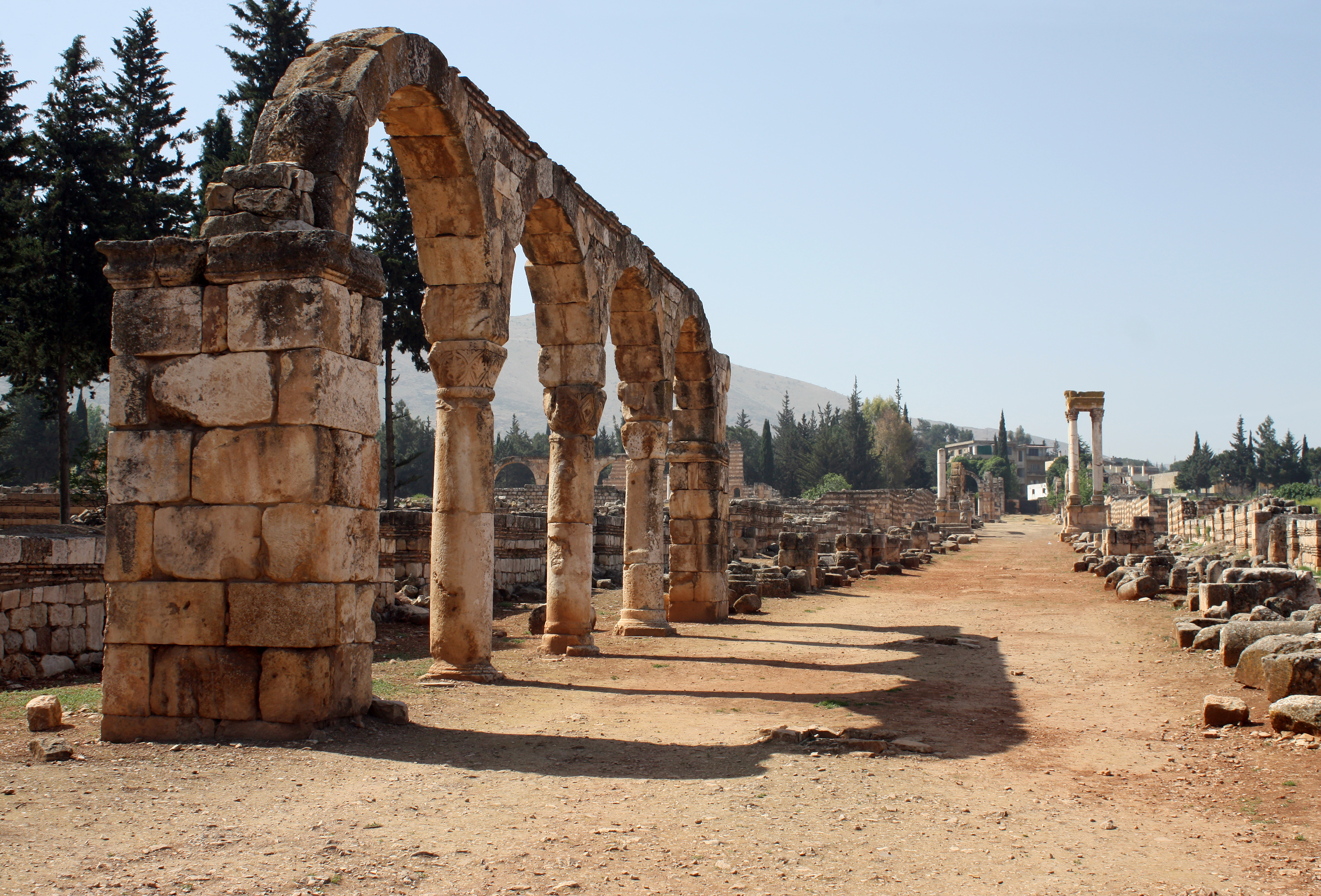
Ruins of the city of Anjar, Lebanon
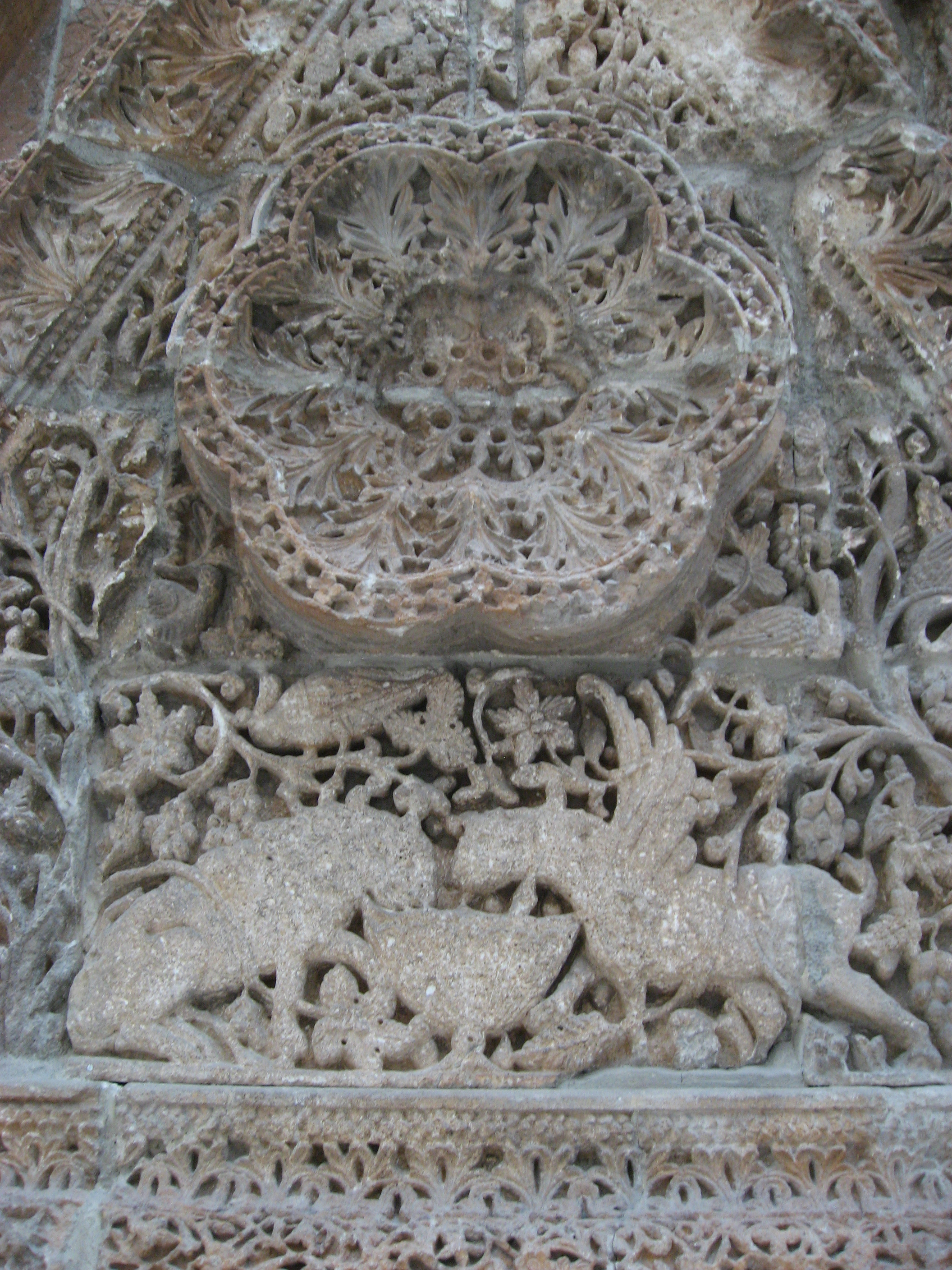
Detail of the Mshatta facade
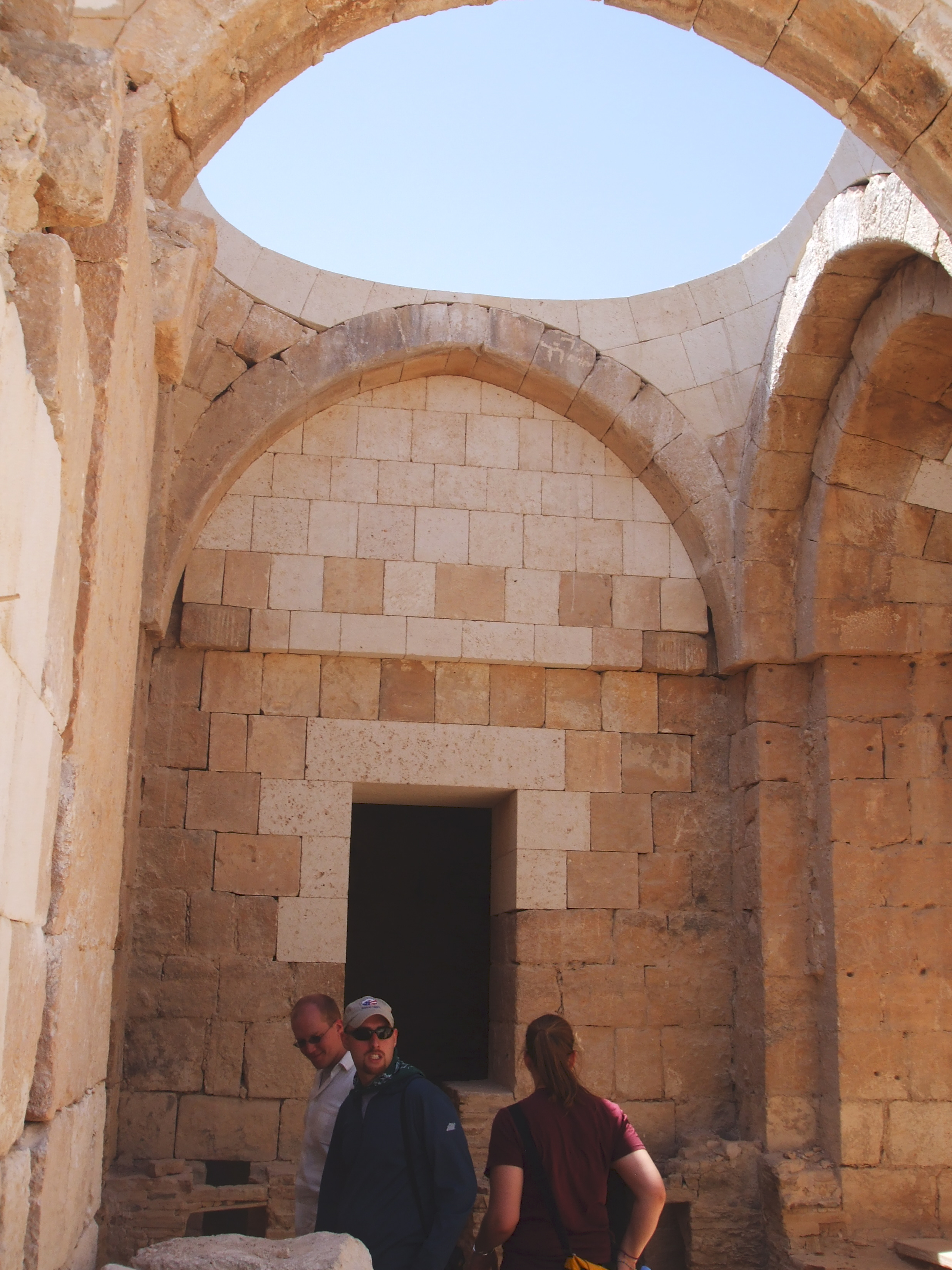
Central vault of the Qasr Hammam As Sarah bathhouse
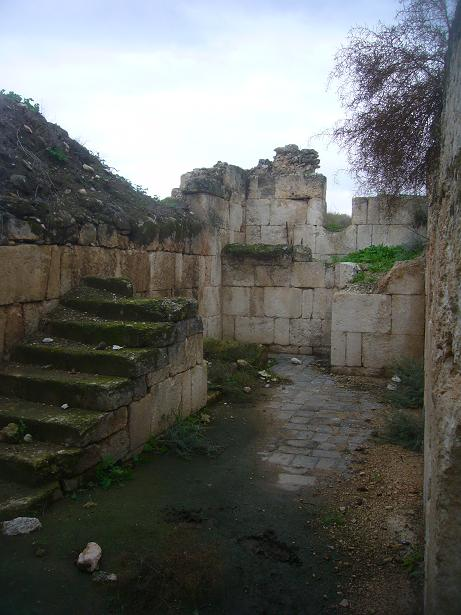
Ruins of the Khirbat al-Minya in Galilee
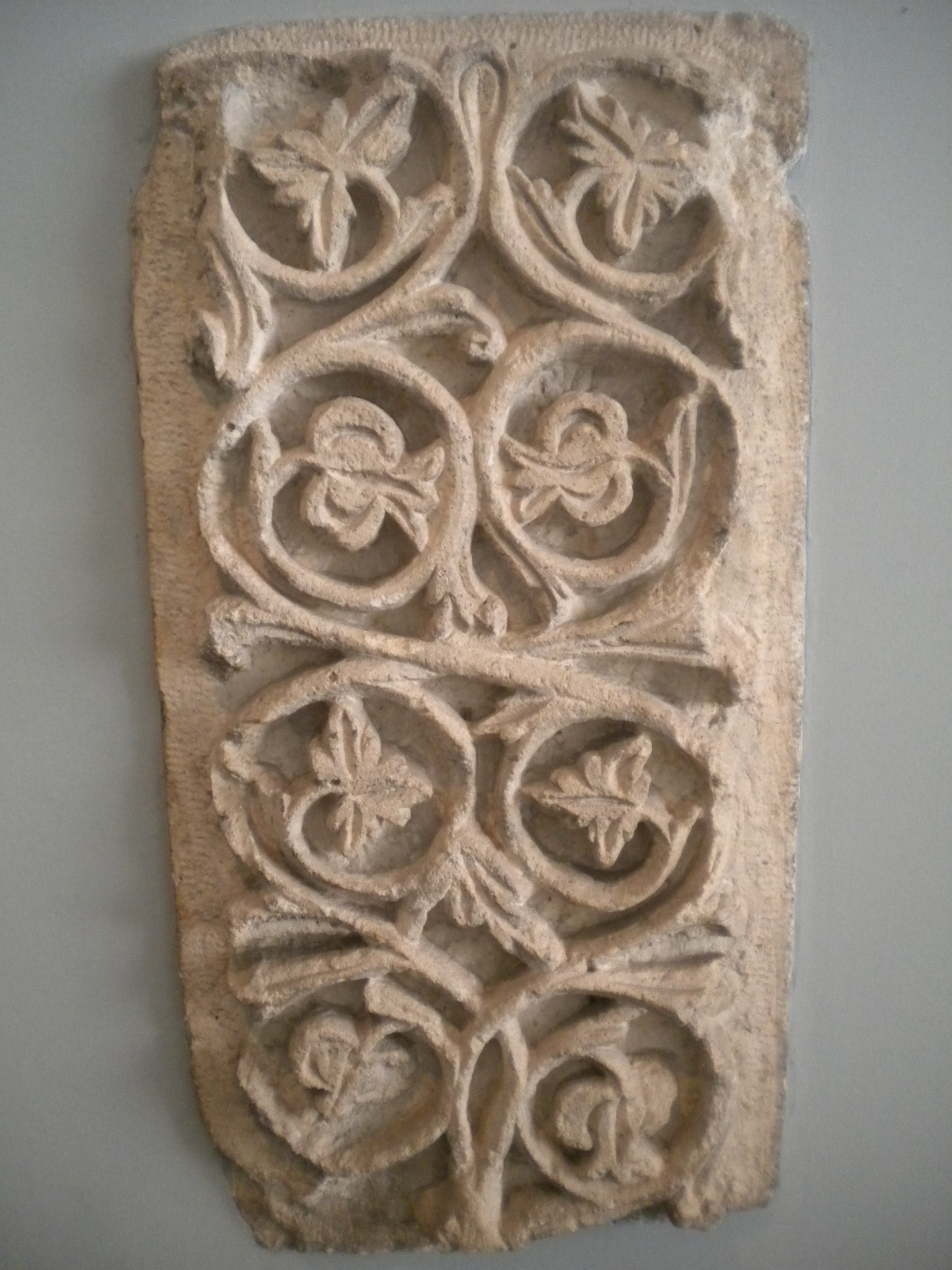
Decoration from Khirbat al-Minya
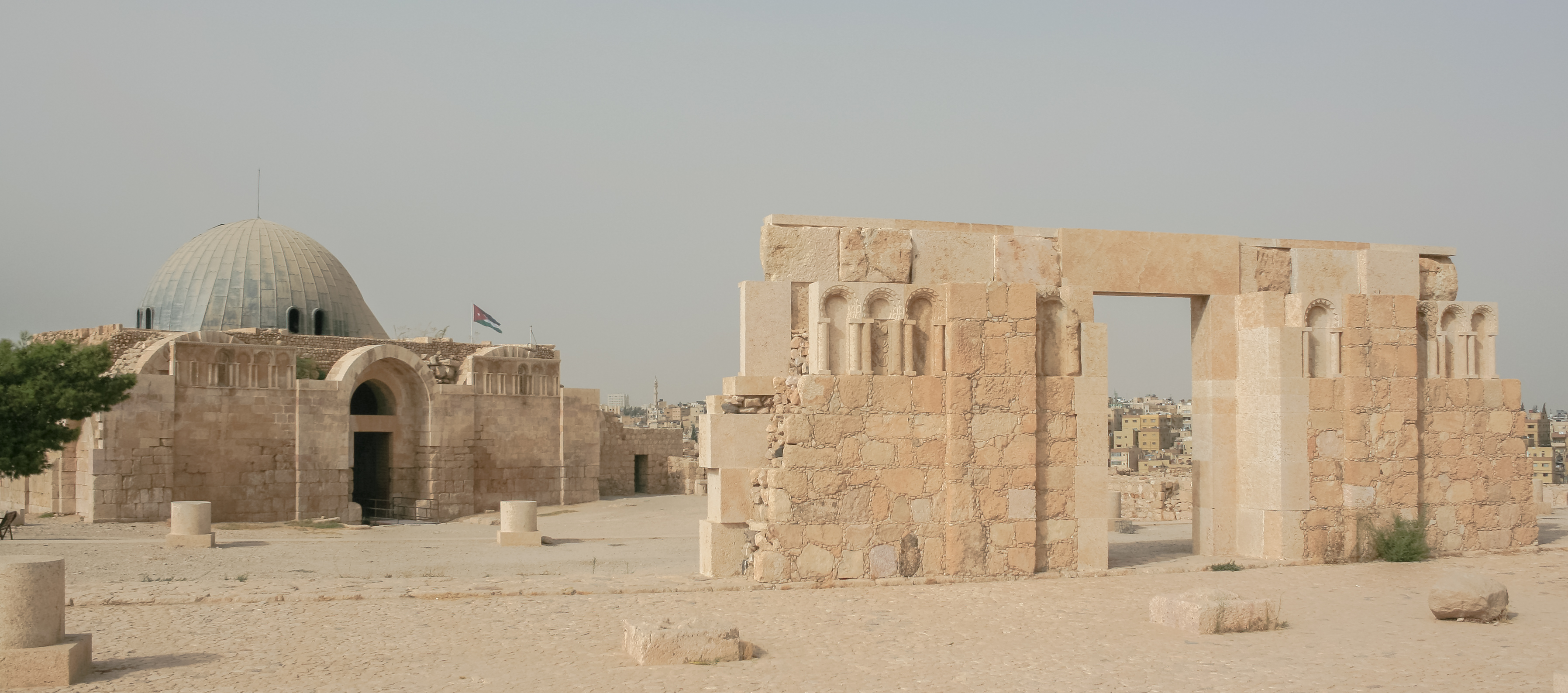
Umayyad Qasr, Amman, Jordan